# Troisième voie (Andorre)
Troisième voie (Tercera via, en catalan) est un parti politique d'Andorre de centre droit fondé en 2019 à partir d'une scission des Libéraux d'Andorre.
Le parti est lié à  l'Unió Laurediana, un parti local à Sant Julià de Lòria.

## Histoire
Troisième voie est fondée à la fin de l'année 2018 par des membres de l'Unió Laurediana et des Libéraux d'Andorre, notamment Albert Pintat Santolària, ancien chef du gouvernement libéral et Joan Gabriel Estany, ancien syndic général de la Coalition réformiste. Aux élections législatives de 2019, le parti obtient 4 sièges sur 28 et aux élections municipales de 2019, elle obtient neuf élus avec l'Unió Laurediana à Sant Julià de Lòria.
Le parti voit le départ de l'une de ses conseillères, Carine Montaner, qui fonde en 2021 Andorre en avant. Affaibli, son dirigeant Josep Pintat Forne annonce deux mois avant le scrutin son retrait de la vie politique. Faute d'avoir trouvé un candidat à sa succession, il annonce également que le parti ne présentera pas de liste aux élections législatives d'avril 2023 afin de se concentrer sur les élections municipales de décembre. Le retrait de Troisième voie ouvre notamment la voie aux autres formations politiques dans la paroisse de Sant Julià de Lòria,  son fief électoral.

## Idéologie
Le parti est classé comme conservateur,. 
Il s'oppose à la légalisation de l'avortement et à un accord d'association entre Andorre et l'Union européenne.

## Résultats électoraux
| Année | Tête de liste      | Circonscription nationale | Circonscription nationale | Sièges         |
| Année | Tête de liste      | Voix                      | %                         | Sièges         |
| ----- | ------------------ | ------------------------- | ------------------------- | -------------- |
| 2019  | Josep Pintat Forne | 1 853                     | 10,42                     | 4 / 28         |
| 2023  | Aucun candidat     | Aucun candidat            | Aucun candidat            | Aucun candidat |